# Häusler (Familienname)
Häusler ist ein deutscher Familienname.

## Namensträger

### A
- Albert Häusler (1899–1977), deutscher Politiker (KPD), Senator von Bremen
- Alexander Häusler (Prähistoriker) (* 1930), estnisch-deutscher Archäologe und Archäologe
- Alexander Häusler (Sozialwissenschaftler) (* 1963), deutscher Sozialwissenschaftler
- Axel Häusler (Axel Haeusler; * 1972), deutscher Architekt, Stadtplaner und Hochschullehrer

### B
- Bernd Häusler (* 1966), deutscher (CDU), Bürgermeister von Singen

### C
- Carl Häusler (Schauspieler) (1864–1943), deutscher Schauspieler und Schauspielintendant
- Carl Samuel Haeusler (1787–1853), Kaufmann und Schaumweinfabrikant
- Christa Häusler (* 1951), deutsche Kunsthistorikerin und Galeristin
- Claudia Häusler, Geburtsname von Claudia Lichtenberg (* 1985), deutsche Radrennfahrerin

### D
- Dagmar Häusler (* 1983), österreichische Politikerin (MFG)
- Dani Häusler (* 1974), Schweizer Klarinettist

### E
- Edith Häusler (* 1960), Schweizer Politikerin (Grüne)
- Emil Häusler (vor 1869–1931), Schweizer Maler
- Erich Häusler (Ingenieur) (1930–2011), deutscher Wasserbauingenieur und Hochschullehrer
- Erich Häusler (Mathematiker) (* 1954), deutscher Mathematiker und Hochschullehrer für Stochastik
- Ernst Häusler (1761–1837), deutscher Sänger, Komponist und Musiklehrer, siehe Ernst Häußler
- Ernst Häusler (Mechaniker) (1908–1985), Schweizer Motorradmechaniker und Unternehmer
- Erwin Häusler (1906–nach 1956), deutscher Violinist
- Eugen Häusler (1895–1977), deutscher Slawist und Hochschullehrer

### F
- Frank Häusler (* 1930), deutscher Slawist, Linguist und Hochschullehrer
- Franz Häusler (1933–1966), österreichischer Fußballspieler
- Friedrich Häusler (1780–1865), deutscher Offizier
- Friedrich Häusler (Politiker) (1806–1882), Schweizer Politiker und Oberleutnant
- Fritz Häusler (1917–2001), Schweizer Archivar und Historiker

### G
- Gerd Häusler (Physiker) (* 1944), deutscher Physiker und Hochschullehrer
- Gerd Häusler (Jurist) (* 1951), deutscher Jurist und Bankmanager
- Gerhard Häusler (* 1954), deutscher Lehrer und Schriftsteller
- Gottfried Häusler (Pseudonyme Beyiköbu, Niklaus Amherd; 1906–1979), Schweizer Schulinspektor, Politiker und Autor
- Grete Häusler (1922–2007), deutsche Vereinsgründerin, siehe Bruno-Gröning-Freundeskreis
- Gustav Häusler (1894–1964), deutscher Heimatforscher

### H
- Hans Häusler (Mediziner) (Johann Franz Häusler; 1896–1970), österreichischer Pharmakologe und Hochschullehrer
- Hans Häusler (Unternehmer) (1909–vor 2007), deutscher Unternehmer
- Heinrich Häusler (1919–2007), österreichischer Geologe
- Helga Häusler (* 1944), deutsche Heimatforscherin
- Helmuth A. Häusler (* 1970), österreichischer Schauspieler
- Hermann Häusler (* 1937), deutscher Unternehmensgründer

### J
- Jens Häusler (* 1967), deutscher Handballspieler und -trainer
- Johann Häusler (* 1952), deutscher Politiker (Freie Wähler), MdL Bayern
- Johnny Haeusler (* 1964), deutscher Blogger und Rundfunkmoderator
- Josef Häusler (Botaniker) (1869–1957), österreichischer Phytopathologe
- Josef Häusler (1926–2010), deutscher Musikpublizist
- Jürg Häusler (1946–2021), Schweizer Maler, Grafiker und Bildhauer
- Jürgen Häusler (* 1955), deutscher Sozial- und Verwaltungswissenschaftler

### K
- Karl Häusler (1922–2007), deutscher Chemiker und Didaktiker
- Kaspar Häusler (1854–1938), deutscher Generalmajor

### L
- Lisa Häusler, deutsche Fußballspielerin

### M
- Margret Häusler (1927–1992), deutsche Künstlerin
- Martin Häusler (Sänger) (1926–2012), deutscher Sänger (Tenor)
- Martin Häusler (Fotograf) (* 1971), deutscher Fotograf, Regisseur und Artdirector
- Martin Häusler (Journalist) (* 1974), deutscher Journalist und Autor
- Martina Häusler (* 1964), deutsche Politikerin (Bündnis 90/Die Grünen)
- Max Häusler (1937–1988), Schweizer Unternehmer
- Michael Häusler (Politiker) (1944–1999), deutscher Politiker (REP), MdA Berlin
- Michael Häusler (Diplomat) (* 1958), deutscher Diplomat
- Mo Häusler (* 1967), deutsche Malerin, Grafikerin und Objektkünstlerin
- Moses Häusler (1901–1952), österreichischer Fußballspieler

### N
- Natalie Häusler (* 1983), deutsche Malerin, Bildhauerin und Klangkünstlerin

### O
- Otto F. Häusler (1923–2007), deutscher Maler und Grafiker

### P
- Paul Häusler (Architekt), deutscher Architekt
- Paul Häusler (Maler) (1925–2005), deutscher Maler
- Peter Häusler (* 1957), österreichischer Musiker, Dirigent und Musikpädagoge
- Philipp Häusler (1877–1966), österreichischer Architekt

### R
- Richard Häusler (* um 1953), deutscher Soziologe und Umweltpädagoge
- Robert Häusler († 1967), Schweizer Architekt
- Rudi Häusler, deutscher Skeletonsportler
- Rudolf Häusler (1893–1973), österreichischer Kaufmann, Bekannter von Adolf Hitler
- Rudolf Häusler (Mediziner) (* 1944), Schweizer HNO-Arzt und Hochschullehrer

### S
- Susanne Häusler (* 1955), deutsche Schauspielerin

### T
- Tobias Häusler (* 1980), deutscher Moderator

### V
- Volkher Häusler (* 1958), deutscher Dirigent und Kirchenmusiker

### W
- Walter Häusler (1912–2004), deutscher Sportwissenschaftler
- Wenke Häusler, deutsche Fußballspielerin
- Werner Häusler (* 1925), österreichischer Maler und Zeichner
- Wilhelm Häusler (1881–1969), tschechoslowakischer Politiker (DSAP)
- Wolfgang Häusler (Historiker) (* 1946), österreichischer Historiker
- Wolfgang Häusler (Pädagoge) (* 1949), österreichischer Sonderpädagoge und Hochschullehrer
- Wolfgang Häusler (Künstler) (* 1950), österreichischer Bildhauer, Objektkünstler und Galerist
- Wolfgang Häusler (Physiker), deutscher Physiker und Hochschullehrer